# Subdivisions d'Espoo

Carte des districts et quartiers de la ville de Espoo.

Les listes des districts, des quartiers, des sections d'Espoo en Finlande apparaissent dans le tableau ci-dessous. 

## Liste
| Districts | Districts        | No              | Quartiers | Sections |
| --------- | ---------------- | --------------- | --- | --- |
|           | Suur-Tapiola     | 10              | Otaniemi | - Keilaniemi - Keilaranta - Teekkarikylä                                                                           |
| 12        | Suur-Tapiola     | Tapiola         | - Länsikorkee - Otsolahti - Tapiolan keskus | |
| 13        | Suur-Tapiola     | Westend         | - Hanasaari - Karhusaari - Korkeasaari - Käärmesaari - Linholm - Mäenrinne - Niittysaaret - Småholm - Tvijälp - Varsasaari - Vehksaari - Westendinkulma - Westendinpuisto | |
| 14        | Suur-Tapiola     | Haukilahti      | | |
| 15        | Suur-Tapiola     | Niittykumpu     | | |
| 16        | Suur-Tapiola     | Pohjois-Tapiola | | |
| 17        | Suur-Tapiola     | Laajalahti      | - Ruukinranta, - Pohjois-Laajalahti | |
| 26        | Suur-Tapiola     | Mankkaa         | - Taavinkylä - Vanha-Mankkaa | |
|           | Suur-Matinkylä   | 21              | Henttaa | - Lillhemt - Suurpelto - Gerk - Kokinkylä - Tikasmäki - Tuurinmäki - Väli-Henttaa                                  |
| 22        | Suur-Matinkylä   | Olari           | - Kuitinmäki - Lystimäki - Friisilä | |
| 23        | Suur-Matinkylä   | Matinkylä       | - Buguholm - Flakaholmen - Iirislahti - Iso Vasikkasaari - Kalatorppa - Koukkuniemi - Lilla Ådholmen - Matinkallio - Matinkylän urheilupuisto - Matinlaakso - Matinlahti - Matinniitty - Matinpuro - Miessaari - Nokkala - Nuottakallio - Nuottalahti - Nuottaniemi - Pieni Vasikkasaari - Piispansilta - Pitkäsaari - Pukkisaari - Pyöräsaari - Sepetlahti - Stora Ådholmen - Tiistilä - Tiistinmäki - Tiistinniitty - Vapaaniemi | |
|           | Suur-Espoonlahti | 30              | Nöykkiö | - Eestinkallio - Eestinlaakso - Eestinmalmi - Isokivi - Martinmetsä - Martinniitty - Nöykkiönlaakso - Nöykkiönpuro |
| 31        | Suur-Espoonlahti | Kaitaa          | - Finnoo - Hannus - Hannusjärvi - Hyljelahti - Iivisniemi - Kaitamäki | |
| 32        | Suur-Espoonlahti | Suvisaaristo    | - Suvisaaret - Ulkosaaret | |
| 33        | Suur-Espoonlahti | Soukka          | - Ala-Soukka - Kasavuori - Munkkiranta - Soukanniemi - Soukanniitty - Suinonsalmi - Ylä-Soukka | |
| 34        | Suur-Espoonlahti | Espoonlahti     | - Ala-Kivenlahti - Espoonlahden urheilupuisto - Kivenlahti - Koulumäki - Krattivuori, Laurinlahti - Maininki - Ristiniemi - Ylä-Kivenlahti | |
| 42        | Suur-Espoonlahti | Saunalahti      | - Kattilalaakso - Tillinmäki - Saunaniemi | |
| 46        | Suur-Espoonlahti | Latokaski       | - Kantokaski - Kukkumäki - Lehtikaski - Malminmäki - Nauriskaski - Ohrakaski - Pellavakaski - Ruiskaski | |
|           | Suur-Kauklahti   | 43              | Vanttila | |
| 44        | Suur-Kauklahti   | Kauklahti       | | |
| 45        | Suur-Kauklahti   | Kurttila        | - Brinkinmäki - Kallvik - Kallvikinniemi - Kurtinmalmi - Kurtinmäki - Lasilaakso - Mustalahti - Mäkitupa - Åminne | |
| 70        | Suur-Kauklahti   | Espoonkartano   | - Blominmäki - Finnsinmäki - Halujärvi - Järvikylä - Loojärvi - Mankki - Myntinmäki - Mynttilä - Sperring | |
|           | Suur-Leppävaara  | 50              | Lintuvaara | - Helmipöllönmäki - Lintukorpi - Lintulaakso - Lintumetsä - Mäkkylänmetsä - Painiitty - Uusmäki                    |
| 51        | Suur-Leppävaara  | Leppävaara      | - Lintukorpi - Lintulaakso - Uusmäki - Lintumetsä - Etelä-Leppävaara - Pohjois-Leppävaara - Mäkkylä - Perkkaa | |
| 54        | Suur-Leppävaara  | Kilo            | - Kuninkainen - Nuijala | |
| 55        | Suur-Leppävaara  | Sepänkylä       | - Ymmersta - Suurpelto | |
| 57        | Suur-Leppävaara  | Karakallio      | | |
| 60        | Suur-Leppävaara  | Laaksolahti     | - Jupperi - Lähderanta - Veini | |
| 61        | Suur-Leppävaara  | Viherlaakso     | | |
| 62        | Suur-Leppävaara  | Lippajärvi      | - Tienhaara - Ingas - Jänismäki - Jahtimäki - Riistaranta - Tammimäki - Vilniemi - Heiniemi | |
|           | Pohjois-Espoo    | 80              | Vanhakartano | |
| 81        | Pohjois-Espoo    | Niipperi        | - Juvanmalmi - Juvankartano - Juvanpuisto - Niku | |
| 82        | Pohjois-Espoo    | Perusmäki       | | |
| 83        | Pohjois-Espoo    | Bodom           | | |
| 84        | Pohjois-Espoo    | Röylä           | | |
| 85        | Pohjois-Espoo    | Kalajärvi       | - Hiirisuo - Isokorpi - Kortesmäki - Metsämaa - Odilampi - Örkkiniitty | |
| 86        | Pohjois-Espoo    | Luukki          | | |
| 87        | Pohjois-Espoo    | Lahnus          | - Ketunkorpi - Korpilampi - Kurkijärvi | |
| 88        | Pohjois-Espoo    | Velskola        | | |
| 89        | Pohjois-Espoo    | Lakisto         | | |
|           | Vanha-Espoo      | 20              | Kuurinniitty | - Kuurinkallio - Kuurinmäki                                                                                        |
| 40        | Vanha-Espoo      | Espoon keskus   | - Kiltakallio - Kirkkojärvi - Saarniraivio - Suna - Suvela - Tuomarila | |
| 41        | Vanha-Espoo      | Kaupunginkallio | - Honkamäki - Lugnet | |
| 47        | Vanha-Espoo      | Muurala         | - Koulumestarinmäki - Lukkarinmäki - Mikkelä - Mikkelänkallio - Mikkelänpelto - Muuralankumpu - Nimismiehenmäki - Nimismiehenpelto - Teirinniitty | |
| 63        | Vanha-Espoo      | Järvenperä      | | |
| 64        | Vanha-Espoo      | Karvasmäki      | | |
| 65        | Vanha-Espoo      | Högnäs          | - Hanabäck - Hepokorpi - Matalajärvi - Rantametsä - Ristimäki - Tollinmäki | |
| 71        | Vanha-Espoo      | Gumböle         | - Gumbölenniitty - Hirvisuo - Myllärinmäki - Rintamaa | |
| 72        | Vanha-Espoo      | Karhusuo        | - Karhuniitty - Kellonummi - Miilukorpi - Oittaa - Pitkäniitty - Vesirattaanmäki - Ylämylly | |
| 73        | Vanha-Espoo      | Kunnarla        | | |
| 74        | Vanha-Espoo      | Nupuri          | - Arkiniitty - Hallava - Käkiniitty - Leppimäki - Mustapuro - Rintinmäki | |
| 75        | Vanha-Espoo      | Kolmperä        | - Forsbacka - Iso Ämmässuo - Kulmakorpi - Myllärinmäki - Myllärinniitty - Vähä Ämmässuo | |
| 76        | Vanha-Espoo      | Siikajärvi      | - Hankalahti - Heinäs - Heinäslampi - Kolmiranta - Kotimäki - Naruportti - Poutlahti - Suolaakso, Siikaniemi - Soittila - Uusipelto | |
| 78        | Vanha-Espoo      | Nuuksio         | - Haukkalampi - Kaitakorpi - Kattila - Meerlampi - Nuuksionpää - Punjo - Ruuhijärvi - Solvalla - Solvik - Takala | |
| 90        | Vanha-Espoo      | Vanha-Nuuksio   | - Brobacka - Hackjärvi - Hista - Maula - Myrskymäki - Nikulanmäki - Stormbacka | |
| 91        | Vanha-Espoo      | Ämmässuo        | | |